# Kandiai háború
A kandiai háború az  Oszmán Birodalomnak a Velencei Köztársaság és a Máltai lovagrend ellen vívott hosszú, negyedszázadig tartó harca a Földközi- és az Égei-tengeren, a velencei–török háborúk részeként. A harc fő helyszíne a Velencéhez tartozó Krétán volt, ahol a székhely Kandia (Iráklio) ostroma több mint húsz évig zajlott, s innen kapta a konfliktus a nevét. A véres háború végül a törökök győzelmével ért véget és Velence elvesztette korábbi nagyhatalmi pozícióját.

## Előzmények
Kréta szigetét a velenceiek már 1204 óta birtokolták, s további görög szigeteik voltak az Égei-tengeren. Ezeket még a 14. század végén megjelenő oszmán-törökökkel szemben is sikeresen megvédték a 15. majd a 16. században is.

A hódítók az Égei-tengert mint a „török beltenger”-t tekintették, ezért kellett mindenképp kiűzni az olaszokat a vizeikről és a stratégiailag is fontos Krétát is birodalmukhoz akarták kötni, továbbá a johannita lovagok szigeteit is megszerezni.

## A háború
Az Oszmán Birodalom a 17. századtól a hanyatlás jeleit mutatta, de még mindig erősnek mutatkozott. Egész eddig rendkívül eredményesen harcolt az európai seregek ellen.

I. Ibrahim 1645 nyarán hadat üzent Velencének és egy nagy török sereget (60 ezer fő) már partra is tettek Krétán, Juszuf pasa vezetésével, amely első lépésben Khania (ma Haniá) erődjét vette be augusztusban, s egy év múlva már Rethimnon (ma Rethymno) is elesett.

1648 májusában a törökök Kandiát vették célba amit olasz, máltai és krétai katonák védelmeztek. A védők hosszú ideig kiállták a török támadásokat, s közben fordulat következett be a tengeren folytatott harcokban.

### Velencei sikerek
A velencei flotta Kandia ostroma közben a Földközi- és az Égei-tengeren több csapást mért a török flottára. Az olaszok elérték a Dardanellákat is és egy szoros blokádot hoztak létre. Már közvetlenül fenyegették a török fővárost, s zárlatuk következtében nem jutottak élelmiszerhez a törökök. Isztambulban lázadás robbant ki nemcsak a civil lakosság, hanem a janicsárság részéről is, akik letették Ibrahimot trónjáról és helyette IV. Mehmedet ültették rá. Eközben a török flotta még kétszer szenvedett vereséget a velenceiektől, a legsúlyosabb vereséget Gallipoli mellett szenvedték el 1656-ban.

A velenceiekhez csatlakoztak francia önkéntesek és segédhadak, valamint görög kalózok.

### Az Oszmán Birodalom talpra állása
Közben az Oszmán Birodalomban olyan nagyvezír került hatalomra, aki ideiglenesen megállította a birodalom hanyatlását, s művét fia is folytatta, de befejezni nem tudták. Ő volt Köprülü Mehmed, aki rendbe hozta az ország gazdaságát, nyugalmat teremtett, olykor kemény terrorral. Radikális jellegű kormányzása ellenére nem volt eredménytelen, de más módon nem tudta volna mindezt megtenni. Sikerrel ellenállt a további olasz támadásoknak és újra élelemhez jutott a főváros.

Időközben más frontokon is háborúba keveredett a birodalom. 1657-ben Erdély ellen vezetett háborút, amelyben török katonák közelharcot vívtak még a magyar és a Habsburg seregekkel is. A háború 1663-ban ezúttal Magyarországon folytatódott. Mehmed nagyvezír ekkor már nem élt, de fia Köprülü Ahmed lépett helyébe, aki most a velencei háború helyett nyugatra, Bécs felé fordította figyelmét. 1664-ben Szentgotthárdnál a török elszenvedte európai hadszíntéren első nagyobb szárazföldi vereségét, ámde a Habsburgok elleni háború kedvezően zárult a vasvári békében.

### A háború vége
Ahmed nagyvezír a szentgotthárdi csata és a vasvári béke után elhatározta, hogy lezárja a kandiai háborút is. Az oszmán flottának végül sikerült feloldania a velencei blokádot, ezzel már el tudták látni a Krétán csaknem vesztésre álló török csapatokat, akiket Francesco Morosini dózse már javában szorongatott.
Kandiát szoros török ostromzár fogta körbe, főleg 1666-ban, amikor a nagyvezír vette át az irányítást. A védelmet irányító Morosini egyetlen reménye a franciákban volt, akiktől segítséget kért a török ellen. A tenger felől hajókon már közeledtek francia csapatok a város felmentésére 1668-ban, de mivel a francia király nem akart régi szövetségesével háborút, ezért visszavonulást rendelt el. Ezzel Kandia sorsa megpecsételődött és végül 1669. szeptember 4-én elesett.
Az 1669-es konstantinápolyi békében Velence nemcsak Krétát vesztette el, hanem korábbi hódításait, amit az Égei szigetvilágban vitt végbe. A köztársaság már nem játszott nagyhatalmi szerepet a térségben. A háborúban csak Kandia ostromakor 30–40 000 olasz, krétai és máltai, valamint 120 000 török halt meg. Velence további két háborúban (1683-99, 1714-18) sem nyerte vissza korábbi pozícióját, noha mindkétszer vereséget mért a törökökre.
A győzelem ellenére a törökök sem arattak komolyabb sikert. A Köprülü vezíreknek nem sikerült birodalmuk hanyatlásának kiváltó okait megszüntetni, és Ahmed néhány év múlva meghalt. A birodalom visszaállt a szétesés útjára, amely már 18. század elejéről visszafordíthatatlanná vált.
Kandia ostromában vett részt Abdurrahmán Abdi Arnaut pasa, Buda utolsó pasája, aki a magyar fővárost utolsó leheletéig védte a keresztény liga seregeitől.